# Parque nacional de Khakaborazi
El Parque nacional de Khakaborazi es un espacio protegido con el estatus de parque nacional en el país asiático de Birmania. Se encuentra ubicado en el municipio de Naungmung en el estado de Kachin. Ocupa un área de 3.810 kilómetros cuadrados (1.472 millas cuadradas ) y se estableció en el año 1996. Rodea al llamado Hkakabo Razi, el pico más alto en Birmania.